# Pianu
Pianu (in ungherese Felsőpián) è un comune della Romania di 3 498 abitanti, ubicato nel distretto di Alba, nella regione storica della Transilvania.
Il comune è formato dall'unione di 5 villaggi: Pianu de Jos, Pianu de Sus, Plaiuri, Strungari, Purcăreți.

## Storia
Nella zona sono state trovate tracce evidenti della colonizzazione Romana ed in particolare della presenza della Legio XIII Gemina.
Il villaggio di Pianu de Sus, centro amministrativo del comune, viene citato per la prima volta in un documento scritto a Sibiu il 10 settembre 1454 con il quale le sorelle Margareta e Barbara, appunto di Sibiu, vendono una parte delle loro proprietà ubicate a Pianu de Jos.
Verso la metà del XVII secolo appaiono nei documenti le denominazioni Pianu Inferior e Pianu Superior, mentre le denominazioni ufficiali durante la dominazione Austroungarica erano Alsopian per Pianu de Jos e Felsopian per Pianu de Sus.